# Эллиот-Мюррей-Кининмонд, Гилберт, 4-й граф Минто
Ги́лберт Джон Э́ллиот-Мю́ррей-Ки́нинмонд (англ. Gilbert John Elliot-Murray-Kynynmound, 9 июля 1845, Лондон — 1 марта 1914, Минто, Скоттиш-Бордерс, Шотландия), 4-й граф Минто — восьмой генерал-губернатор Канады с 1898 по 1904, вице-король Индии (1905—1910).
В 1898 году исследователь и геолог Альберт Питер Лоу назвал в честь графа Минто озеро в Квебеке.

## Биография

### Детство и молодые годы
Родился в 1845 году в Лондоне. Получил домашнее образование, причём в роли учительницы выступала его мать, Нина Хислоп. В 1859 году, после смерти деда, унаследовал титул виконта Мелганда и в том же году поступил в Итонский колледж. Там он демонстрировал способности к спорту, но не преуспевал в учёбе. В итоге в 1863 году Гилберта забрали из Итона, и в течение года он занимался с частными преподавателями, в 1864 году поступив в Тринити-колледж в Кембридже. Там он тоже не проявлял себя на академическом поприще, и годы учёбы ушли в основном на совершенствование навыков в верховой езде.
Когда лорд Мелганд окончил Кембридж в 1867 году, его родители купили ему офицерский чин в Шотландском стрелковом гвардейском полку. Накладываемые должностью обязанности были почти полностью церемониальными, позволяя молодому аристократу продолжать заниматься верховой ездой, а также греблей и охотой. Тем не менее уже в 1869 году Мелганд подал в отставку из-за конфликта с вышестоящим офицером из-за женщины и следующие шесть лет провёл в качестве спортсмена-жокея, выступая под фамилией Ролли, но не добился значительных успехов. Спортивная карьера за это время дважды прерывалась обращениями к другому поприщу — журналистике.
В 1871 году Мелганд освещал события Парижской коммуны для эдинбургской газеты Scotsman, а в 1874 году был направлен в Испанию лондонской The Morning Post, для которой писал репортажи из лагеря карлистов.

### Участие в военных действиях и начало государственной службы
В 1876 году спортивную карьеру Мелганда прервала травма. После этого он снова отправился корреспондентом за границу — вести репортажи с Русско-турецкой войны. В 1879 году он принимал участие во Второй афганской войне, а в 1882 году — в Египетской кампании, где нёс службу в звании капитана мобильной пехоты. Эту должность экс-жокей получил благодаря личному знакомству с командующим британскими экспедиционными силами виконтом Вулзли.

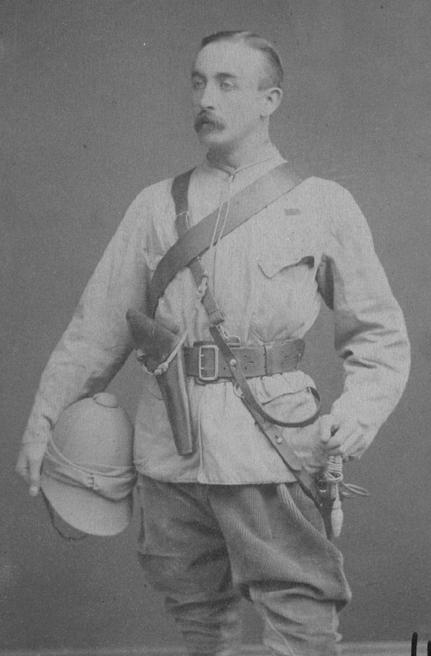
Лорд Мелганд в 1885 году

Вскоре после возвращения из Египта в Англию лорд Мелганд женился. Его супругой стала Мэри Грей, дочь бывшей секретарши королевы Виктории, сама бывшая с королевой на короткой ноге. Женатая жизнь и ухудшающееся здоровье отца заставили наследника титула Минто отказаться от продолжения военной карьеры, и в июле 1883 года он принял предложение отправиться в Канаду в качестве военного секретаря новоназначенного генерал-губернатора лорда Лансдауна. В августе 1884 года генерал-губернатор поручил ему руководить подготовкой команды канадских гребцов, направляемых в помощь военной экспедиции лорда Вулзли в Хартум (Судан), где был осаждён генерал Чарльз Гордон. Ещё до того, как гребцы отбыли из Канады, министр обороны Канады поручил Мелганду возглавить комиссию по инспекции канадских береговых укреплений на границе с США. Среди рекомендаций комиссии, основанных на результатах инспекции, было создание военно-морских полицейских подразделений; эти силы были созданы только в 1910 году. В марте 1885 года, после начала Северо-Западного восстания индейцев и канадских метисов, виконт был назначен начальником штаба командующего канадским ополчением Фредерика Миддлтона. Мелганд вернулся в Англию в сентябре 1885 года из-за охладевших отношений с генерал-губернатором, однако интерес к канадским делам сохранил.

### Частная жизнь и назначение генерал-губернатором Канады
В июне 1886 года лорд Мелганд безуспешно участвовал в выборах в парламент от либерал-юнионистов. В это время он выступал за развитие добровольческих вооружённых сил в Великобритании и стоял у истоков создания Пограничного коннострелкового полка, в дальнейшем ставшего одним из лучших полков в стране. Проиграв на выборах, он сосредоточился на управлении родовым поместьем, к тому времени обременённым долгами. Это оставалось его основным занятием и после 1891 года, когда вслед за смертью отца он унаследовал титул графа Минто. В начале 1898 года предстояла отставка тогдашнего генерал-губернатора Канады лорда Абердина. Минто, используя связи жены при дворе, свои собственные — в военном министерстве и личное влияние своего брата Артура Ральфа Дугласа, ставшего к этому времени видным деятелем либерал-юнионистской партии, сумел добиться своего назначения на вакантную должность (Канадский биографический словарь указывает, что оно состоялось только после того, как не нашлось более подходящей кандидатуры) и в ноябре во второй раз отправился в Канаду.
Первые годы пребывания Минто в должности генерал-губернатора не снискали ему симпатий в Канаде, где он зарекомендовал себя как чисто декоративная фигура, больше интересующаяся развлечениями, чем выполнением своих обязанностей. Видимость порядка в его резиденции поддерживали прибывшие с ним члены семьи, в первую очередь жена; благодаря её усилиям был установлен строгий распорядок работы резиденции и сокращён объём развлечений, однако наряду с повышением эффективности работы это создало генерал-губернатору репутацию формалиста и поборника пустых традиций. Несмотря на то, что он не был сторонником агрессивной внешней политики британского правительства и в частности министерства колоний во главе с Джозефом Чемберленом, его обвиняли в том, что канадские войска оказались вовлечены в Англо-бурскую войну. Будучи дружен с командующим Канадской милицией Эдвардом Хаттоном, генерал-губернатор не только всецело поддерживал его реформу вооружённых сил, но и использовал свои полномочия для того, чтобы предотвратить его отставку после того, как в начале 1900 года тот отказался подчиняться правительству Канады. Последовавший кризис едва не привёл к отставке кабинета Вильфрида Лорье, но в итоге министерство колоний отказалось поддержать Минто и организовало отзыв генерала Хаттона.
История с Хаттоном стала уроком для Минто. В аналогичной ситуации в 1904 году, когда вспыхнул конфликт между канадским министром обороны и генералом Дугласом Кокрейном, британским офицером, командующим Канадской милицией, генерал-губернатор встал на сторону канадского правительства. После англо-бурской войны он лишь с большой неохотой согласился на пересмотр правительством Роберта Бордена Закона о милиции, в рамках которого главнокомандующим милицией становился непосредственно британский монарх, а не генерал-губернатор, а непосредственное командование вооружёнными силами Канады могло осуществляться местными офицерами вместо назначенцев из Великобритании. Напротив, британский Комитет имперской обороны не только согласился на требования канадского правительства, но и передал под командование канадских офицеров гарнизоны в Галифаксе и Эскимолте (Новая Шотландия). С другой стороны, уже в 1900 году Минто сам организовал Канадский патриотический фонд, предназначенный для оказания помощи ветеранам бурской войны и их семьям. Его жена в том же году мобилизовала 20 тысяч фунтов стерлингов на создание сельских больниц в Западной Канаде. Генерал-губернатор сыграл заметную роль в урегулировании пограничных споров между Канадой и США, сначала в 1902—1903 годах поспособствовав созданию арбитражной комиссии по вопросу о границе Аляски, а затем в 1904 году побуждая Вильфрида Лорье к достижению компромисса с южным соседом по поводу прав на забой тюленей в северных водах Тихого океана.
Сохраняя строгий церемониал для официальных обязанностей, в общении с рядовыми гражданами Минто мог быть неформальным и отзывчивым. Он считал частью своих обязанностей как представителя короны защиту прав меньшинств и часто становился на их сторону в конфликтах с канадским правительством, поддержав в частности требования мохокских племён залива Квинти (Онтарио) и горняков в северных районах страны в 1900 году, а затем индейских племён долины К’Аппель в 1902. Представители коренного населения страны и служащие Северо-Западной конной полиции обращались к генерал-губернатору с жалобами на судебный и административный произвол, и он выступал в их защиту в диалоге с правительством Канады. Он стал основателем Канадской ассоциации по предотвращению туберкулёза в 1901 году, финансировал опыты Гульельмо Маркони по созданию беспроволочного телеграфа в Канаде и арктические исследования Ж.-Э. Бернье и внёс значительный вклад в дело сохранения исторических памятников Канады (в частности, крепостных стен Старого Квебека, ныне входящих в список всемирного наследия ЮНЕСКО) и её архивов. Отмечаются также заслуги генерал-губернатора в развитии спорта в Канаде (в том числе учреждение в любительском лакроссе кубка, носящего его имя). В 1900 году, во время Халльского пожара, Минто на протяжении нескольких часов лично участвовал в его тушении, а на следующий день — в извлечении из-под завалов тел погибших. В целом за годы пребывания в должности он сумел наладить здоровые отношения с канадскими правительствами и заметно улучшить свой имидж в глазах рядовых граждан.

### Вице-король Индии
В 1904 году срок пребывания Минто в должности генерал-губернатора Канады истёк. Он вернулся в Англию в ноябре, а уже в 1905 году получил новое назначение — на пост вице-короля Индии. Министром по делам Индии в это время был Джон Морли, и они с Минто разделяли мнение о необходимости политических реформ. Целью таких реформ должно было стать обуздание набирающего силу индийского национализма, удовлетворение политических амбиций образованной прослойки и усиление умеренных сил в Индийском национальном конгрессе.
В рамках начатой реформы в исполнительный совет вице-короля был включён представитель местного населения; аналогичные меры были приняты в отношении местных властных органов. Поскольку Минто стремился, чтобы деятельность колониальных властей отражала интересы как индусов, так и мусульман, при нём были созданы две раздельных избирательных системы — индусская и мусульманская. Реформа, предпринятая в 1909 году, стала известна под именем Закона Морли-Минто. Вице-король также способствовал формированию Мусульманской лиги, которую рассматривал как противовес Индийскому национальному конгрессу. Критики британского колониализма расценивали эти шаги как выражение политики «разделяй и властвуй», в конечном итоге приведшие к распаду Британской Индии на собственно Индию и Пакистан.
Другими шагами Минто в должности вице-короля Индии были ужесточение мер против сторонников вооружённой борьбы за независимость Индии и восстановление полномочий колониальных властей по внесудебной депортации. Эти меры были применены против радикальных деятелей Ладжпата Рая и Аджита Сингха.
Срок пребывания Минто на посту вице-короля Индии истёк в 1910 году. Вернувшись в своё имение в Шотландии, он умер в 1914 году.

## Семья
От Мэри Каролины Грей у графа Минто родились три дочери и два сына. Одна из его дочерей, Руби, была замужем за 2-м графом Кромером, они имели две дочери и сына Роуленда.

## Награды
- Орден Подвязки (15 декабря 1910 года)[6].
- Орден Звезды Индии степени Рыцаря — великого командора (18 сентября 1905 года)[7][8].
- Орден Святого Михаила и Святого Георгия степени кавалера Большого креста (31 октября 1898 года)[9].
- Орден Индийской империи степени Рыцаря — великого командора (18 сентября 1905 года)[7][8].
- Орден Меджидие 4-го класса (Османская империя, 17 ноября 1882 года)[10].
- Медаль бриллиантового юбилея королевы Виктории, Афганская медаль, Египетская медаль[англ.], Медаль Северо-Западной Канады[англ.] с пряжкой[англ.], Награда офицеров-волонтёров[англ.], Звезда Хедива[англ.] в бронзе[11][12].